# Parahormius deiphobus
Parahormius deiphobus är en stekelart som beskrevs av Nixon 1940. Parahormius deiphobus ingår i släktet Parahormius och familjen bracksteklar. Inga underarter finns listade i Catalogue of Life.